# Javier Maroto Aranzábal
Javier Ignacio Maroto Aranzábal  (Vitòria, 6 de gener de 1972) és un polític del Partit Popular del País Basc. Llicenciat en Ciències Econòmiques i Empresarials per la Universitat Comercial de Deusto. Fou l'alcalde de l'Ajuntament de Vitòria, capital d'Àlaba, entre 1999 i 2015.

## Trajectòria
Javier Maroto Aranzábal va néixer a Vitòria el 6 de gener de 1972. Després de cursar els seus estudis en el col·legi San Viator de la capital alabesa va estudiar Ciències Econòmiques i Empresarials en la Universitat Comercial de Deusto.
A les eleccions municipals espanyoles de 1999 va formar part de la candidatura del PP per a l'ajuntament de Vitòria, després d'haver estat membre de Noves Generacions d'Àlaba i després de la victòria del Partit Popular a la capital alabesa va ocupar el càrrec de tinent d'alcalde i regidor delegat d'Hisenda, una responsabilitat que exerciria en els vuit anys de govern del PP (1999-2007). En aquestes dues legislatures amb Alfonso Alonso Aranegui com a alcalde, va exercir a més com a portaveu del Govern, president de la societat municipal Gilsa, encarregada de la gestió del sòl industrial en el municipi de Vitòria, i regidor responsable de Noves Tecnologies.

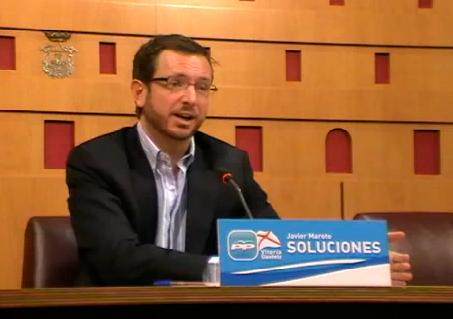
Javier Maroto en una roda de premsa a l'Ajuntament de Vitoria-Gasteiz.

Des de 2008, Javier Maroto fou el portaveu del grup municipal del PP al consistori vitorià, i responsable de l'àrea d'urbanisme. També va formar part, com a representant del Partit Popular, del consell de la societat municipal Eixample 21, encarregada de l'expansió urbana de la capital alabesa per les noves àrees de Salburua i Zabalgana. Així mateix, és el secretari d'organització del Partit Popular a Àlaba.
És un dels pocs polítics del Partit Popular que ha criticat públicament la posició del Partit Popular sobre el matrimoni homosexual. El 5 de novembre de 2010 en una entrevista oferta a Ràdio Vitòria va opinar que "seria un error eliminar la llei de matrimonis homosexuals".
Javier Maroto va presentar el 23 de juny de 2010 la seva candidatura a l'alcaldia de Vitòria a les eleccions municipals espanyoles de 2011, en les quals va obtenir un resultat de 9 escons. L'11 de juny de 2011 fou nomenat alcalde de Vitòria-Gasteiz.
Al setembre de 2014, la Fiscalia Superior del País Basc li va obrir diligències per determinar l'abast penal d'unes polèmiques declaracions realitzades al juliol en les quals acusava als immigrants magrebins de viure de les ajudes socials i no voler treballar ni integrar-se. L'organització SOS Racisme, que ja havia advertit que l'alcalde podria tenir "algun problema especial amb la religió musulmana o costums i cultures diverses", va considerar que amb aquestes declaracions havia incorregut en els possibles delictes d'incitació a l'odi i contra la dignitat de les persones.
Va perdre l'alcaldia de Vitòria el 13 de juny de 2015 en favor del Partit Nacionalista Basc, malgrat haver guanyat les eleccions, a causa que els regidors de PNB, EH Bildu, Sumant-Hemen Gaude i Irabazi Gasteiz van votar pel candidat jeltzale.
El 18 de juny de 2015 el President nacional del Partit Popular Mariano Rajoy el va nomenar Sotssecretari Sectorial, càrrec de nova creació.

## Vida privada
El juny de 2015 Maroto va anunciar el seu matrimoni amb Josema Rodríguez, amb qui havia mantingut una relació de parella durant 19 anys. El matrimoni civil es va celebrar el 18 de setembre de 2015 al despatx de Maroto a l'ajuntament de Vitòria (i no en el saló de cerimònies, lloc habitual dels enllaços). L'assistència de Mariano Rajoy, president del Govern, al banquet posterior, es va anunciar les vespres, després d'uns dies d'incertesa i polèmica dins del partit i en els mitjans de comunicació per la conveniència o no de l'assistència. Entre els convidats al convit també van figurar diferents personalitats del PP com Soraya Sáenz de Santamaría, Jorge Moragas, Carlos Floriano, María Dolores de Cospedal, Javier Arenas, Fernando Martínez Maillo, Andrea Levy Soler i Pablo Casado Blanco.